# Pristimera luteoviridis
Pristimera luteoviridis là một loài thực vật có hoa trong họ Dây gối. Loài này được (Exell) N.Hallé miêu tả khoa học đầu tiên năm 1981.